# Tour du Haut-Var 2003
Il Tour du Haut-Var 2003, trentacinquesima edizione della corsa e valida come evento del circuito UCI categoria 1.2, si svolse il 22 febbraio 2003, su un percorso di circa 180 km. Fu vinto dal francese Sylvain Chavanel che terminò la gara con il tempo di 4h46'25", alla media di 37,707 km/h.
Al traguardo 97 ciclisti portarono a termine il percorso.

## Ordine d'arrivo (Top 10)
| Pos. | Corridore        | Squadra         | Tempo    |
| ---- | ---------------- | --------------- | -------- |
| 1    | Sylvain Chavanel | Brioches La B.  | 4h46'25" |
| 2    | Samuel Sánchez   | Euskaltel       | s.t.     |
| 3    | Andrej Kivilëv   | Cofidis         | s.t.     |
| 4    | Stéphane Goubert | Jean Delatour   | s.t.     |
| 5    | Paolo Bettini    | Quick Step      | a 24"    |
| 6    | Patrice Halgand  | Jean Delatour   | s.t.     |
| 7    | Didier Rous      | Brioches La B.  | s.t.     |
| 8    | Laurent Lefèvre  | Jean Delatour   | s.t.     |
| 9    | Davide Rebellin  | Domina Vacanze  | s.t.     |
| 10   | Jens Voigt       | Crédit Agricole | s.t.     |